# Reģi
Reģi – wieś na Łotwie, w krainie Kurlandia, w novadsie Kuldyga. Według danych na rok 2005, w miejscowości mieszkało 84 osoby.